# Canton de Pré-en-Pail
Le canton de Pré-en-Pail est une ancienne division administrative française située dans le département de la Mayenne et la région Pays de la Loire.

## Géographie
Ce canton était organisé autour de Pré-en-Pail dans l'arrondissement de Mayenne. Son altitude varie de 106 m (Saint-Pierre-des-Nids) à 416 m (Pré-en-Pail) pour une altitude moyenne de 219 m.

## Représentation

### Conseillers généraux de 1833 à 2015
| Période | Période      | Identité                                           | Étiquette    | Qualité                                                                                        |
| ------- | ------------ | -------------------------------------------------- | ------------ | ---------------------------------------------------------------------------------------------- |
| 1833    | 1842         | Alexandre de Vaucelle                              |              | Propriétaire à La Poôté, maire de Champfrémont, ancien député (1830-1831)                      |
| 1842    | 1848         | Hector-Léopold de Foucault de Vauguyon (1804-1880) |              | Ancien officier de marine, propriétaire à Laval                                                |
| 1848    | 1851 (décès) | Alexandre de Vaucelle                              | Républicain  | Propriétaire à La Poôté, maire de Champfrémont, ancien député (1830-1831)                      |
| 1851    | 1866         | Adrien-Charles Chaplain                            |              | Médecin, maire de La Poôté                                                                     |
| 1866    | 1871         | Comte Paul-Mohammed de Vaucelle                    |              | Propriétaire du château de la Bellière à Champfrémont                                          |
| 1871    | 1900 (décès) | Amédée Fichet (1835-1900)                          | Républicain  | Négociant en vins, maire de Pré-en-Pail                                                        |
| 1900    | 1904         | Marie-Joseph Delélée-Préhaut                       | Républicain  | Greffier au tribunal civil de Saint-Malo, ancien juge de paix, adjoint au maire de Pré-en-Pail |
| 1904    | 1910         | Léon Lebreton                                      | Républicain  | Notaire, maire de Ravigny, conseiller d'arrondissement                                         |
| 1910    | 1919         | Henri Guille                                       |              | Propriétaire à La Poôté                                                                        |
| 1919    | 1940         | Gustave Buat (1883-1958)                           | Rad.ind.     | Négociant en vins, maire de Pré-en-Pail, nommé conseiller départemental en 1943                |
|         |              |                                                    |              |                                                                                                |
| 1945    | 1958 (décès) | Gustave Buat                                       | Rad.         | Négociant en vins, maire de Pré-en-Pail                                                        |
| 1958    | 1976         | Baptiste Hyvard                                    | Rad.         | Marchand de bestiaux, adjoint au maire de Pré-en-Pail                                          |
| 1976    | 1988         | Edmond Renard                                      | PS           | Médecin généraliste, maire de Pré-en-Pail                                                      |
| 1988    | 2015         | Yves Cortès                                        | RPR puis UMP | Chef d'entreprise, maire de Pré-en-Pail depuis 2001                                            |

### Conseillers d'arrondissement (de 1833 à 1940)
| Période                                  | Période      | Identité                            | Étiquette   | Qualité |
| ---------------------------------------- | ------------ | ----------------------------------- | ----------- | --- |
| 1833                                     | 1845         | Étienne Louis Barillet (1760-1853)  |             | Juge de paix à Pré-en-Pail                                                                                  |
| 1845                                     | 1848         | M. Louveau d'Assey                  |             | Maire de Pré-en-Pail                                                                                        |
| 1848                                     | 1852         | Michel René Forton                  |             | Maire de Pré-en-Pail                                                                                        |
| 1852                                     | 1858         | M. Louveau d'Assey                  |             | Maire de Pré-en-Pail                                                                                        |
| 1858                                     | 1864         | Michel René Forton                  |             | Ancien maire de Pré-en-Pail                                                                                 |
| 1864                                     | 1871         | Louis-Nicolas Chesnel               |             | Notaire, maire de Pré-en-Pail                                                                               |
| 1871                                     | 1874         | Gaspard Anger                       |             | Propriétaire, marchand de bestiaux à Pré-en-Pail                                                            |
| 1874                                     | 1880         | Joseph-Louis Chauvin                |             | Notaire, maire de Ravigny, suppléant du juge de paix                                                        |
| 1880                                     | 1886         | Joseph-Marie Bignon                 |             | Propriétaire, maire de Boulay-les-Ifs                                                                       |
| 1886                                     | 1904         | Léon Lebreton                       | Républicain | Notaire, maire de Ravigny                                                                                   |
| 1904                                     | 1919         | Arsène Lemaître                     | Républicain | Maire de Saint-Samson                                                                                       |
| 1919                                     | 1923 (décès) | Alcide Gouin                        |             | Mécanicien à La Poôté                                                                                       |
| 1923                                     | 1940         | Victor-François Aillard (1862-1945) | PDP         | Agriculteur, maire de Ravigny                                                                               |
| 1940                                     |              |                                     |             | Les conseils d'arrondissement ont été suspendus par la loi du 12 octobre 1940 et n'ont jamais été réactivés |
| Les données manquantes sont à compléter. |              |                                     |             | |

Source : Répertoire numérique des annuaires administratifs de la Mayenne. https://archives.lamayenne.fr/archives-en-ligne/ead.html?id=FRAD053_2NUM242&c=FRAD053_2NUM242_e0000017&qid=
Le canton participe à l'élection du député de la première circonscription de la Mayenne.

## Composition

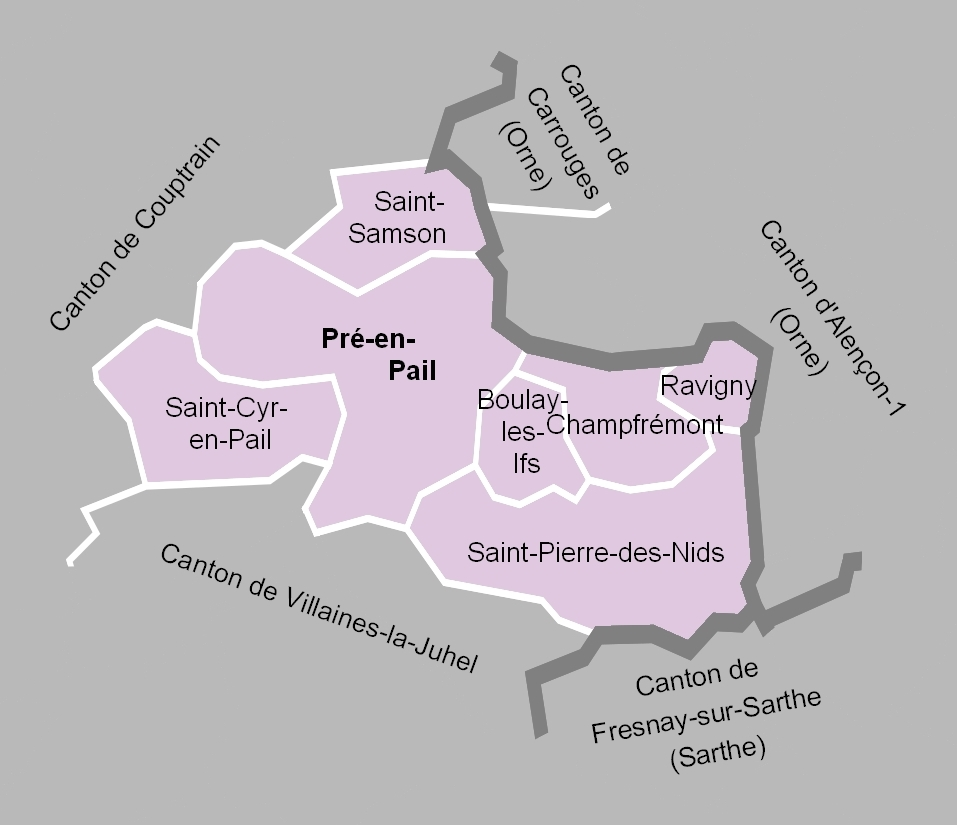
La carte des communes du canton. Les cantons limitrophes étaient ceux de Couptrain, de Carrouges, d'Alençon-1, de Fresnay-sur-Sarthe et de Villaines-la-Juhel.

Le canton de Pré-en-Pail comptait 5 493 habitants en 2012 (population municipale) et groupait sept communes :
- Boulay-les-Ifs ;
- Champfrémont ;
- Pré-en-Pail ;
- Ravigny ;
- Saint-Cyr-en-Pail ;
- Saint-Pierre-des-Nids ;
- Saint-Samson.

À la suite du redécoupage des cantons pour 2015, toutes les communes sont rattachées au canton de Villaines-la-Juhel.
Contrairement à beaucoup d'autres cantons, le territoire du canton de Pré-en-Pail n'incluait aucune commune supprimée depuis la création des communes sous la Révolution.

## Démographie
| 1962  | 1968  | 1975  | 1982  | 1990  | 1999  | 2006  | 2011  | 2012  |
| ----- | ----- | ----- | ----- | ----- | ----- | ----- | ----- | ----- |
| 5 685 | 5 562 | 5 345 | 5 477 | 5 426 | 5 239 | 5 532 | 5 538 | 5 493 |